# John Spencer-Churchill (1926-2014)
Pour les autres membres de la famille, voir Famille Spencer.
John George Vanderbilt Henry Spencer-Churchill, 11e duc de Marlborough, né le 13 avril 1926 à Abingdon-on-Thames, et mort le 16 octobre 2014 au palais de Blenheim,, est un homme politique britannique.

## Biographie
Fils de John Spencer-Churchill (10e duc de Marlborough) et petit-fils de Henry Cadogan, vicomte de Chelsea, il succède à son père à la Chambre des lords et au titre de duc de Marlborough en 1972.
Il est Justice of the Peace et Deputy Lieutenant of Oxfordshire.
Il fut marié en 1951 à Susan Mary Hornby, dont il a eu trois enfants, en 1961 à Athina Livanos (en) (ex-épouse d'Aristote Onassis et remariée par la suite à Stávros Niárchos), en 1972 à la comtesse Rosita Douglas-Stjernorp (en) (fille de Gustaf Douglas (en)), dont il a eu trois enfants, et en 2008 à Lily Mahtani (née Sahni).
Il est le père, entre autres, de Charles James Spencer-Churchill, son successeur, et de Lady Henrietta Spencer-Churchill (en).

## Sources
- (en) Cet article est partiellement ou en totalité issu de l’article de Wikipédia en anglais intitulé « John Spencer-Churchill, 11th Duke of Marlborough » (voir la liste des auteurs).